# ويليام تشارلز قود
ويليام تشارلز قود هو سياسي كندي، ولد في 24 فبراير 1876، وتوفي في 16 نوفمبر 1967 في كندا. حزبياً، نشط في Progressive Party of Canada ‏. وقد انتخب عضو مجلس العموم الكندي.